# Oedemera flavipes

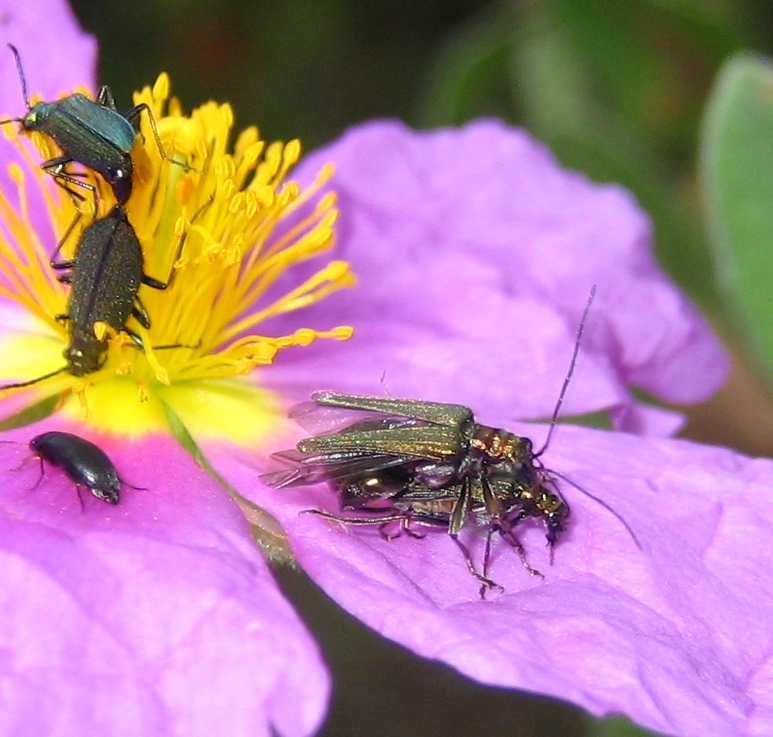
Oedemera flavipes bei der Paarung. Auffällig sind die verdickten Schenkel der Hinterbeine beim Männchen.

Oedemera flavipes, auch Gelbbeiniger Scheinbockkäfer, ist ein Käfer aus der Familie der Scheinbockkäfer (Oedemeridae).

## Merkmale
Die Käfer werden fünf bis neun Millimeter lang und sind dunkel goldgrün gefärbt. Ihre Deckflügel werden nach hinten zu schmäler und klaffen auseinander. Die Männchen haben im Gegensatz zu den Weibchen stark keulenförmig verdickte Hinterschenkel.

## Vorkommen

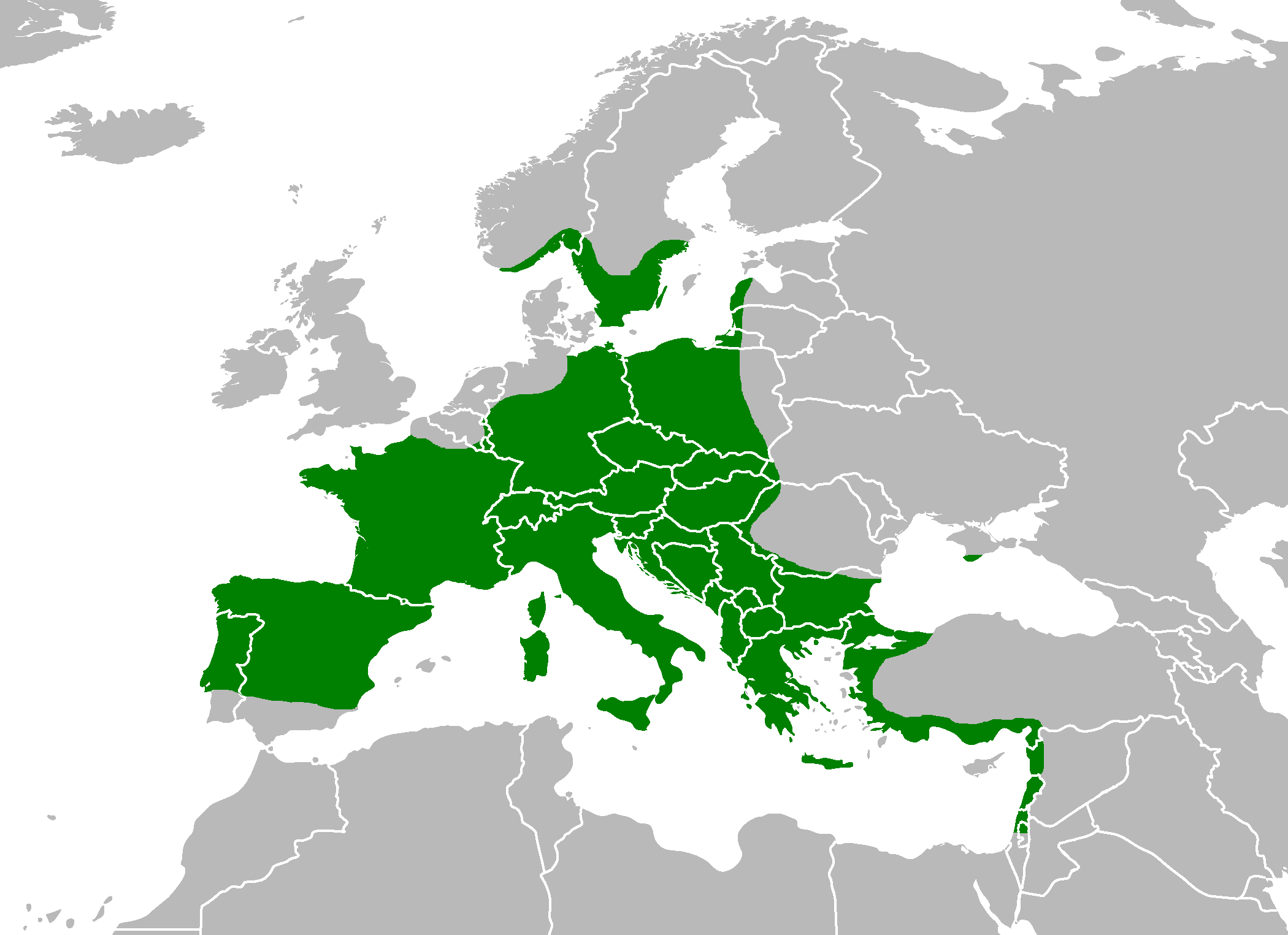
Vorkommen von Oedemera flavipes in Europa

Die Tiere leben an sonnigen Waldrändern und Wiesen und sind stellenweise sehr häufig. Sie fliegen von Mai bis August.

## Lebensweise
Die Imagines sitzen oft auf blühenden Pflanzen, auf denen sie Pollen fressen, die Larven entwickeln sich in Stängeln von krautigen Pflanzen und ernähren sich vom Pflanzengewebe.